# بن‌سازه رایانش
بُن‌سازه، سکو یا پلت‌فرم (به انگلیسی: Platform) در رایانه‌ها و وسایل الکترونیکی به سخت‌افزار و نرم‌افزاری گفته می‌شود که به‌عنوان زیرساخت در یک سامانه وجود دارد. در واقع سکو بستری است که نرم‌افزارهای دیگر می‌توانند بر روی آن اجرا شوند یا به‌طور کلی‌تر چارچوبی از تکنولوژی است که به تکنولوژی‌های دیگر اجازهٔ اجرا می‌دهد.
اشاره به سکو در لیست نیازهای یک نرم‌افزار بسیار رایج است. در گذشته تمامی نرم‌افزارها باید بر روی یک سکو توسعه و اجرا می‌شدند. از آنجا که هر سکو رابط‌ها و سرویس‌های خود را به‌طور جداگانه ارائه می‌کرد. با اینکه امروزه نیز این تفاوت‌ها وجود دارد، اما با به‌وجود آمدن نرم‌افزارهای واسط و ایجاد لایه بین سیستم‌عامل و نرم‌افزار در حال اجرا این امکان فراهم شده‌است تا نرم‌افزارهای چندسکویی به‌وجود بیایند.

## سکوهای نرم‌افزاری
معمولاً نرم‌افزارهایی که به‌عنوان سکو از آن‌ها یاد می‌شود، نرم‌افزارهای سطح پایینی مانند سیستم‌عامل‌ها هستند که بستر را برای اجرای دیگران فراهم می‌کنند.

### فهرست سیستم‌های عامل
از سکوهای محبوب رایانه‌ای برای کاربران می‌توان به موارد زیر اشاره کرد:
- ویندوز
- مک اواس
- لینوکس
- فری بی‌اس‌دی
- سان‌اواس

در دنیای تلفن همراه نیز سکوهای مختلفی وجود دارد که رایج‌ترین آن‌ها عبارتند از:
- آی‌اواس
- اندروید
- جاوا ام‌ای
- سیمبین
- بلک‌بری
- ویندوز فون
- فایرفاکس اواس
- تایزن

### فهرست چارچوب‌های نرم‌افزاری
چارچوب‌های نرم‌افزاری با فراهم کردن بستر توسعه و اجرا برای نرم‌افزارها، نقش مهمی در سکوهای اجرایی ایفا می‌کنند. از میان چارچوب‌های نرم‌افزاری می‌توان موارد زیر را نام برد:
- ادوبی ایر
- ادوبی فلش
- سکوی جاوا
- سکوی دات‌نت
- کیوت
- مونو
- سیلورلایت

## سکوهای سخت‌افزاری
رایجترین سکوهای سخت‌افزاری موارد زیر است:
- اینتل اکس۸۶
- مکینتاش
- معماری آرم که در موبایل‌ها استفاده می‌شود[۹]